# المدفون (نهم)

تعديل مصدري - تعديل

المدفون هي إحدى قرى عزلة عيال غفير بمديرية نهم التابعة لمحافظة صنعاء، بلغ تعداد سكانها 33 نسمة حسب تعداد اليمن لعام 2004.